# الدوري المغربي لكرة القدم 1961–62
الدوري المغربي لكرة القدم 1961-1962 هو الموسم 6 من البطولة الوطنية المغربية لكرة القدم . يتنافس خلاله 14 من أفضل الأندية الوطنية المغربية.توج بهذا الموسم فريق الجيش الملكي للمرة الثانية على التوالي .